# Större stråsäckspinnare
Större stråsäckspinnare (Psyche crassiorella) är en fjärilsart som beskrevs av Tutt 1900. Större stråsäckspinnare ingår i släktet Psyche och familjen säckspinnare. Arten är reproducerande i Sverige. Inga underarter finns listade i Catalogue of Life.

## Bildgalleri

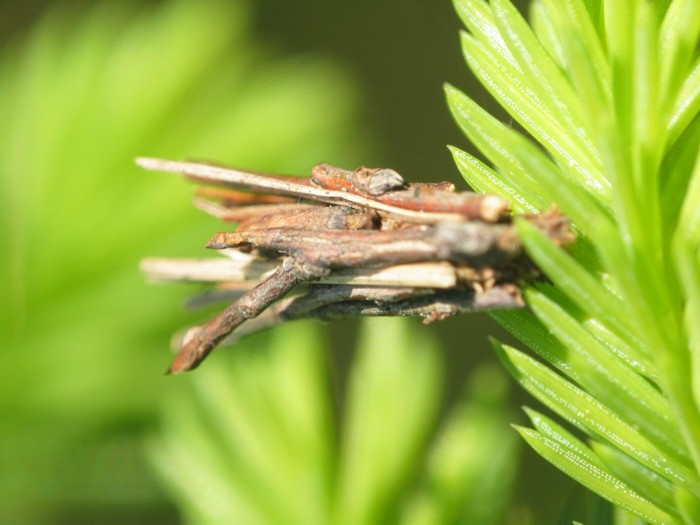